# Basil Poledouris
Basilis Konstantinos "Basil" Poledouris (21. kolovoza. 1945. – 8. studenog 2006.)  bio je američki skladatelj i pisac pjesama grčkog podrijetla. Njegova najpoznatija izvorna glazba može se čuti u filmovima Plavoj laguni; Conanu barbarinu; Conanu razaraču; Red Dawn, RoboCopu; Lovu na Crveni oktobar; Free Willy i Free Willy 2: The Adventure Home; Starship Troopers. Osvojio je nagradu Emmy.

## Vanjske poveznice
- službena stranica  Arhivirana inačica izvorne stranice od 10. ožujka 2007. (Wayback Machine)